# کاسسه
کاسسه (به لاتین: Kasese) یک شهر در اوگاندا است که در منطقه غربی واقع شده‌است.

## خصوصیات
کاسسه ۱۰۱٬۶۷۹ نفر جمعیت دارد
و ۱٬۰۰۰ متر بالاتر از سطح دریا واقع شده‌است.

## نگارخانه

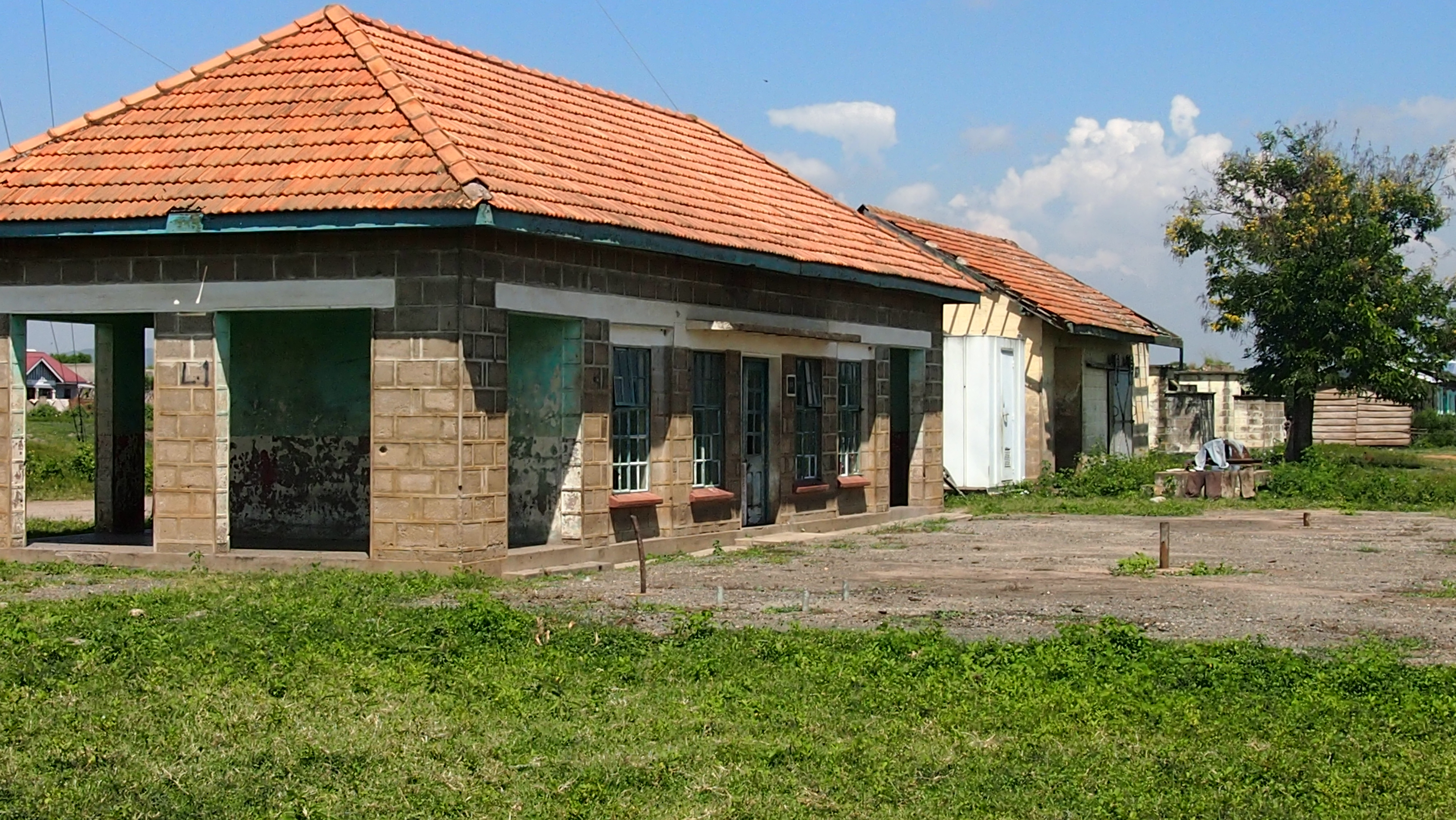
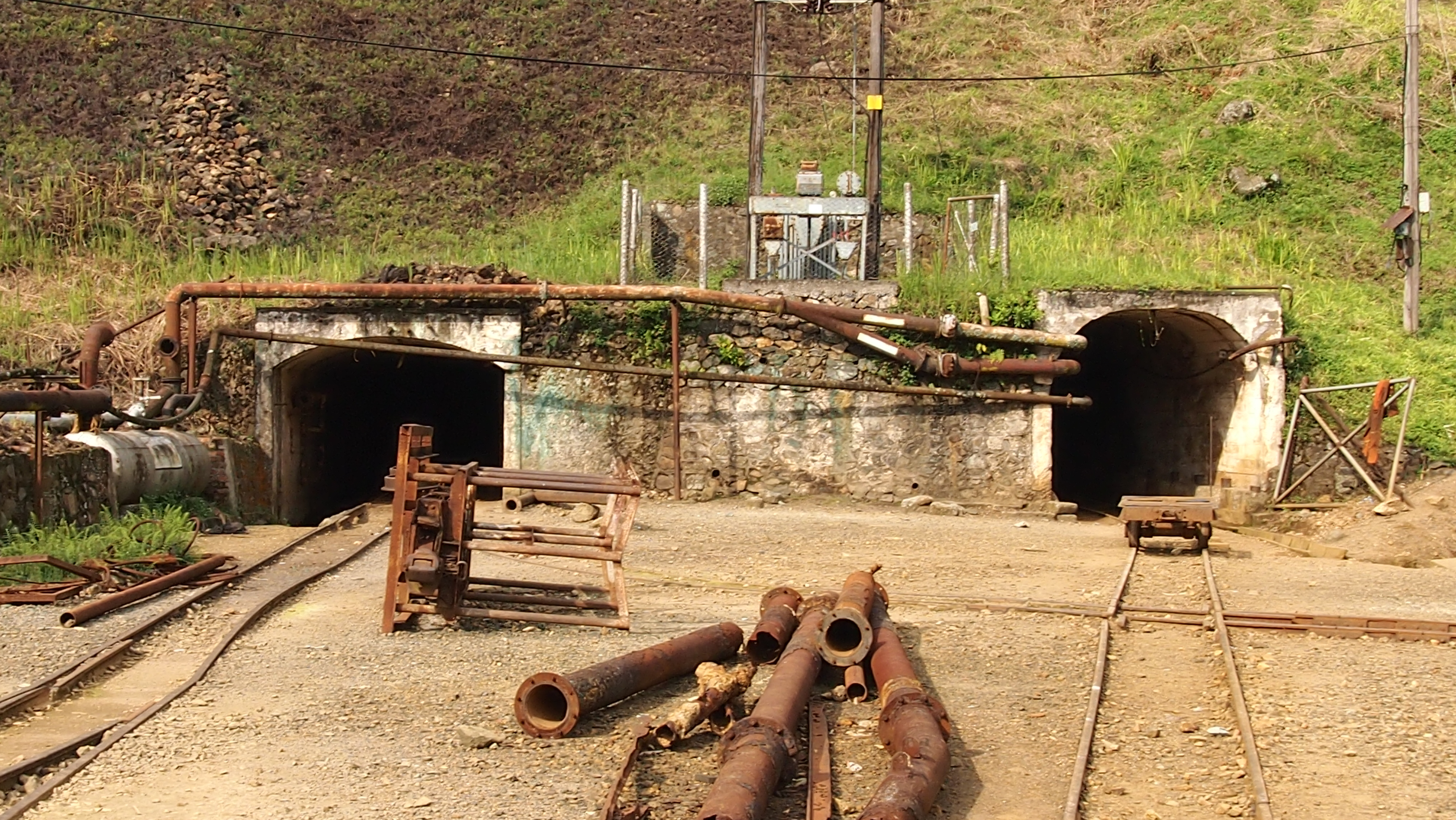